# Mario Andretti
Mario Gabriele Andretti (Motovun, 28. veljače, 1940.) je talijansko-američki vozač automobilističkih utrka, rođen u Motovunu (Hrvatska), tada u Italiji.
Bio je svjetski prvak u Formuli 1 1978. godine s bolidom Lotus-Ford, pobjednik 500 milja Indianapolisa 1969. godine i američkog Cart-Champcar prvenstva 1965., 1966., 1969. i 1984. godine. Uz Dana Gurneya je jedini vozač koji je ostvario pobjede u najvažnijim automobilističkim natjecanjima -  Formuli 1, IndyCaru (prvenstva CART i USAC), Svjetskom prvenstvu sportskih automobila (World Sportscar Championship) te NASCAR Sprint Cupu. Kao sportaš izuzetne dugovječnosti, nastupao je i u sedmom desetljeću svog života.

## Pregled karijere

### Vozački naslovi
- Formula 1: 1977.
- CART: 1984.
- USAC Championship Car: 1965., 1966., 1969.
- International Race of Champions (IROC): 1979.
- USAC Silver Crown Series: 1974.

### Formula 1
| Sezona | Momčad                                             | Šasija / Motor                                         | Utrke | Pobjede | Podiji | Prva startna mjesta | Brzi krug | Bodovi | Pozicija |
| ------ | -------------------------------------------------- | ------------------------------------------------------ | ----- | ------- | ------ | ------------------- | --------- | ------ | -------- |
| 1968.  | Gold Leaf Team Lotus                               | Lotus 49B / Ford V8                                    | 1     |         |        | 1                   |           | 0      | NC       |
| 1969.  | Gold Leaf Team Lotus                               | Lotus 49B / Ford V8 Lotus 63 / Ford V8                 | 3     |         |        |                     |           | 0      | NC       |
| 1970.  | STP Corporation                                    | March 701 / Ford V8                                    | 5     |         | 1      |                     |           | 4      | 16.      |
| 1971.  | Scuderia Ferrari                                   | Ferrari 312B / Ferrari F12 Ferrari 312B2 / Ferrari F12 | 6     | 1       |        |                     | 1         | 12     | 8.       |
| 1972.  | Scuderia Ferrari                                   | Ferrari 312B2 / Ferrari F12                            | 5     |         |        |                     |           | 4      | 12.      |
| 1974.  | Vel's Parnelli Jones Racing                        | Parnelli VPJ4 / Ford V8                                | 2     |         |        |                     |           | 0      | NC       |
| 1975.  | Vel's Parnelli Jones Racing                        | Parnelli VPJ4 / Ford V8                                | 12    |         |        |                     | 1         | 5      | 14.      |
| 1976.  | John Player Team Lotus Vel's Parnelli Jones Racing | Lotus 77 / Ford V8 Parnelli VPJ4B / Ford V8            | 15    | 1       | 3      | 1                   | 1         | 22     | 6.       |
| 1977.  | John Player Team Lotus                             | Lotus 78 / Ford V8                                     | 17    | 4       | 5      | 7                   | 4         | 47     | 3.       |
| 1978.  | John Player Team Lotus                             | Lotus 78 / Ford V8 Lotus 79 / Ford V8                  | 16    | 6       | 7      | 8                   | 3         | 64     | 1.       |
| 1979.  | Martini Racing Team Lotus                          | Lotus 79 / Ford V8 Lotus 80 / Ford V8                  | 15    |         | 1      |                     |           | 14     | 12.      |
| 1980.  | Team Essex Lotus                                   | Lotus 81 / Ford V8                                     | 14    |         |        |                     |           | 1      | 20.      |
| 1981.  | Marlboro Team Alfa Romeo                           | Alfa Romeo 179C / Alfa Romeo V12                       | 15    |         |        |                     |           | 3      | 17.      |
| 1982.  | TAG Williams Team Scuderia Ferrari                 | Williams FW07D / Ford V8 Ferrari 126C2 / Ferrari V6T   | 3     |         | 1      | 1                   |           | 4      | 19       |

### CART
| Sezona | Momčad         | Šasija / Motor                 | Utrke | Pobjede | Podiji | Prva startna mjesta | Bodovi | Pozicija |
| ------ | -------------- | ------------------------------ | ----- | ------- | ------ | ------------------- | ------ | -------- |
| 1979.  | Team Penske    | Penske PC-6 / Ford Cosworth TC | 1     |         | 1      |                     | 700    | 11.      |
| 1980.  | Team Penske    | Penske PC-6 / Ford Cosworth    | 4     | 1       | 2      | 2                   | 580    | 16.      |
| 1981.  | Patrick Racing | Wildcat / Ford Cosworth TC     | 7     |         | 4      | 1                   | 81     | 11.      |
| 1982.  | Patrick Racing | Wildcat 8B / Ford Cosworth     | 11    |         | 6      |                     | 188    | 3.       |
| 1983.  | Newman/Haas    | Lola T-700 / Ford Cosworth TC  | 13    | 2       | 6      | 2                   | 133    | 3.       |
| 1984.  | Newman/Haas    | Lola T800 / Ford Cosworth      | 16    | 6       | 8      | 8                   | 176    | 1.       |
| 1985.  | Newman/Haas    | Lola T900 / Ford Cosworth      | 14    | 3       | 5      | 3                   | 114    | 5.       |
| 1986.  | Newman/Haas    | Lola T8600 / Ford Cosworth TC  | 17    | 2       | 4      | 3                   | 136    | 5.       |
| 1987.  | Newman/Haas    | Lola T8700 / Chevy A           | 15    | 2       | 3      | 8                   | 100    | 6.       |
| 1988.  | Newman/Haas    | Lola T8800 / Chevy A           | 15    | 2       | 7      |                     | 126    | 5.       |
| 1989.  | Newman/Haas    | Lola T8900 / Chevy A           | 15    |         | 4      |                     | 110    | 6.       |
| 1990.  | Newman/Haas    | Lola T9000 / Chevy A           | 16    |         | 4      |                     | 136    | 7.       |
| 1991.  | Newman/Haas    | Lola T9100 / Chevy A           | 17    |         | 4      |                     | 132    | 7.       |
| 1992.  | Newman/Haas    | Lola T9200 / Ford XB           | 15    |         | 1      | 1                   | 105    | 6.       |
| 1993.  | Newman/Haas    | Lola T9300 / Ford XB           | 16    | 1       | 3      | 1                   | 117    | 6.       |
| 1994.  | Newman/Haas    | Lola T9400 / Ford XB           | 16    |         | 1      |                     | 45     | 11.      |

### USAC Championship Car
| Sezona | Utrka | Pobjeda | Prva startna mjesta | Pozicija |
| ------ | ----- | ------- | ------------------- | -------- |
| 1964.  | 10    |         |                     | 11.      |
| 1965.  | 16    | 1       | 3                   | 1.       |
| 1966.  | 15    | 8       | 9                   | 1.       |
| 1967.  | 19    | 8       | 4                   | 2.       |
| 1968.  | 27    | 4       | 8                   | 2.       |
| 1969.  | 24    | 9       | 5                   | 1.       |
| 1970.  | 18    | 1       | 4                   | 5.       |
| 1971.  | 10    |         |                     | 9.       |
| 1972.  | 10    |         | 1                   | 11.      |
| 1973.  | 15    | 1       | 1                   | 5.       |
| 1974.  | 11    |         | 1                   | 15.      |
| 1975.  | 4     |         |                     | 23.      |
| 1976.  | 4     |         |                     | 9.       |
| 1977.  | 6     |         |                     | 7.       |
| 1978.  | 8     | 1       |                     | 17.      |
| 1980.  | 2     |         |                     | 37.      |
| 1981.  | 2     |         |                     | 6.       |
| 1982.  | 1     |         |                     | 32.      |
| 1983.  | 1     |         |                     | 20.      |
| 1985.  | 1     |         |                     | 2.       |
| 1986.  | 1     |         |                     | 32.      |
| 1987.  | 1     |         | 1                   | 9.       |
| 1988.  | 1     |         |                     | 20.      |
| 1989.  | 1     |         |                     | 4.       |
| 1990.  | 1     |         |                     | 27.      |
| 1991.  | 1     |         |                     | 7.       |
| 1992.  | 1     |         |                     | 23.      |
| 1993.  | 1     |         |                     | 5.       |
| 1994.  | 1     |         |                     | 32.      |

### NASCAR Sprint Cup
| Sezona | Utrka | Pobjeda | Prva startna mjesta | Pozicija |
| ------ | ----- | ------- | ------------------- | -------- |
| 1966.  | 4     |         |                     | NC       |
| 1967.  | 6     | 1       |                     | NC       |
| 1968.  | 3     |         |                     | NC       |
| 1969.  | 1     |         |                     | NC       |

### International Race of Champions (IROC)
| Sezona | Utrka | Pobjeda | Pozicija |
| ------ | ----- | ------- | -------- |
| 1976.  | 4     |         | 2.       |
| 1978.  | 4     | 1       | 2.       |
| 1979.  | 3     | 1       | 1.       |
| 1980.  | 3     | 1       | 5.       |
| 1985.  | 2     |         | 11.      |
| 1987.  | 4     |         | 9.       |

## Osvojene utrke
| Sezona                                            | Momnčad vlasnik            | Bolid automobil       | Naziv utrke                 | Staza                                        | Utrka u prvenstvu |
| Formula 1                                         | Formula 1                  | Formula 1             | Formula 1                   | Formula 1                                    | Formula 1         |
| ------------------------------------------------- | -------------------------- | --------------------- | --------------------------- | -------------------------------------------- | ----------------- |
| 1971.                                             | Scuderia Ferrari SpA SEFAC | Ferrari               | VN Južne Afrike             | Kyalami Circuit                              | 1.                |
| 1976.                                             | John Player Team Lotus     | Lotus - Ford Cosworth | VN Japana                   | Fuji International Speedway, Shizuoka        | 16.               |
| 1977.                                             | John Player Team Lotus     | Lotus - Ford Cosworth | VN SAD Zapad                | Long Beach Street Circuit                    | 4.                |
| 1977.                                             | John Player Team Lotus     | Lotus - Ford Cosworth | VN Španjolske               | Circuito Permanente del Jarama, Madrid       | 5.                |
| 1977.                                             | John Player Team Lotus     | Lotus - Ford Cosworth | VN Francuske                | Circuit de Dijon-Prenois                     | 9.                |
| 1977.                                             | John Player Team Lotus     | Lotus - Ford Cosworth | VN Italije                  | Autodromo Nazionale di Monza                 | 14.               |
| 1978.                                             | John Player Team Lotus     | Lotus - Ford Cosworth | VN Argentine                | Autodromo Oscar Alfredo Galvez, Buenos Aires | 1.                |
| 1978.                                             | John Player Team Lotus     | Lotus - Ford Cosworth | VN Belgije                  | Circuit Zolder                               | 6.                |
| 1978.                                             | John Player Team Lotus     | Lotus - Ford Cosworth | VN Španjolske               | Circuito Permanente del Jarama, Madrid       | 7.                |
| 1978.                                             | John Player Team Lotus     | Lotus - Ford Cosworth | VN Francuske                | Paul Ricard, Le Castellet                    | 9.                |
| 1978.                                             | John Player Team Lotus     | Lotus - Ford Cosworth | VN Njemačke                 | Hockenheimring                               | 11.               |
| 1978.                                             | John Player Team Lotus     | Lotus - Ford Cosworth | VN Nizozemske               | Circuit Park Zandvoort                       | 13.               |
| .                                                 |                            |                       |                             |                                              |                   |
| F1 utrke koje nisu bodovane za svjetsko prvenstvo |                            |                       |                             |                                              |                   |
| 1971.                                             | Scuderia Ferrari           | Ferrari               | Questor GP                  | Ontario                                      | 3.                |
| .                                                 |                            |                       |                             |                                              |                   |
| CART                                              |                            |                       |                             |                                              |                   |
| 1980.                                             | Roger Penske               | Penske - Cosworth     | Gould GP                    | Michigan International Speedway, Brooklyn    | 10.               |
| 1983.                                             | Newman Haas Racing         | Lola / Cosworth       | Provimi Veal 200            | Road America, Elkhart Lake                   | 6.                |
| 1983.                                             | Newman Haas Racing         | Lola / Cosworth       | Caesar's Palace GP II       | Caesar's Palace, Las Vegas                   | 11.               |
| 1984.                                             | Newman Haas Racing         | Lola / Cosworth       | Long Beach GP               | Long Beach Street Circuit                    | 1.                |
| 1984.                                             | Newman Haas Racing         | Lola / Cosworth       | Meadowlands GP              | Meadowlands Sports Complex, East Rutherford  | 6.                |
| 1984.                                             | Newman Haas Racing         | Lola / Cosworth       | Michigan 500                | Michigan International Speedway, Brooklyn    | 8.                |
| 1984.                                             | Newman Haas Racing         | Lola / Cosworth       | Provimi Veal 200            | Road America, Elkhart Lake                   | 9.                |
| 1984.                                             | Newman Haas Racing         | Lola / Cosworth       | Escort Radar Warning 200    | Mid-Ohio Sports Car Course, Lexington        | 11.               |
| 1984.                                             | Newman Haas Racing         | Lola / Cosworth       | Detroit News GP             | Michigan International Speedway, Brooklyn    | 13.               |
| 1985.                                             | Newman Haas Racing         | Lola / Cosworth       | Long Beach GP               | Long Beach Street Circuit                    | 1.                |
| 1985.                                             | Newman Haas Racing         | Lola / Cosworth       | Dana Rex Mays Classic       | Milwaukee Mile, West Allis                   | 3.                |
| 1985.                                             | Newman Haas Racing         | Lola / Cosworth       | Stroh's / G.I. Joe's 200    | Portland International Raceway               | 4.                |
| 1986.                                             | Newman Haas Racing         | Lola / Cosworth       | Budweiser / G.I. Joe's 200  | Portland International Raceway               | 5.                |
| 1986.                                             | Newman Haas Racing         | Lola / Cosworth       | Domino's Pizza 500          | Pocono International Raceway, Long Pond      | 10.               |
| 1987.                                             | Newman Haas Racing         | Lola / Chevrolet      | Toyota GP of Long Beach     | Long Beach Street Circuit                    | 1.                |
| 1987.                                             | Newman Haas Racing         | Lola / Chevrolet      | Road America 200            | Road America, Elkhart Lake                   | 11.               |
| 1988.                                             | Newman Haas Racing         | Lola / Chevrolet      | Checker 200                 | Phoenix International Raceway                | 1.                |
| 1988.                                             | Newman Haas Racing         | Lola / Chevrolet      | Budweiser GP of Cleveland   | Burke Lakefront Airport, Cleveland           | 6.                |
| 1993.                                             | Newman Haas Racing         | Lola / Ford           | Valvoline 200               | Phoenix International Raceway                | 2.                |
| .                                                 |                            |                       |                             |                                              |                   |
| USAC Champ Car / Gold Crown Series                |                            |                       |                             |                                              |                   |
| 1965.                                             | Al Daen                    | Brawner / Ford        | Hoosier GP                  | Indianapolis Raceway Park, Clermont          | 8.                |
| 1966.                                             | Al Dean                    | Brawner / Ford        | Rex Mays Classic            | Milwaukee Mile, West Allis                   | 4.                |
| 1966.                                             | Al Dean                    | Brawner / Ford        | Langhorne 100               | Langhorne Speedway                           | 5.                |
| 1966.                                             | Al Dean                    | Brawner / Ford        | Stlsnts 300                 | Atlanta International Raceway, Hampton       | 6.                |
| 1966.                                             | Al Dean                    | Brawner / Ford        | Hoosier GP                  | Indianapolis Raceway Park, Clermont          | 8.                |
| 1966.                                             | Al Dean                    | Brawner / Ford        | Tony Bettenhausen 200       | Milwaukee Mile, West Allis                   | 11.               |
| 1966.                                             | Al Dean                    | Kuzma / Offy          | Hoosier Hundred             | Indiana State Fairgrounds, Indianapolis      | 13.               |
| 1966.                                             | Al Dean                    | Brawner / Ford        | Trenton 200                 | Trenton Speedway                             | 14.               |
| 1966.                                             | Al Dean                    | Brawner / Ford        | Bobby Ball Memorial         | Phoenix International Raceway                | 16.               |
| 1967.                                             | Al Dean                    | Brawner / Ford        | Trenton 150                 | Trenton Speedway                             | 2.                |
| 1967.                                             | Al Dean                    | Brawner / Ford        | Hoosier GP                  | Indianapolis Raceway Park, Clermont          | 9.                |
| 1967.                                             | Al Dean                    | Brawner / Ford        | Langhorne 150               | Langhorne Speedway                           | 10.               |
| 1967.                                             | Al Dean                    | Brawner / Ford        | Labatt Indy Heat 1          | Circuit Mont-Tremblant                       | 11.               |
| 1967.                                             | Al Dean                    | Brawner / Ford        | Labatt Indy Heat 2          | Circuit Mont-Tremblant                       | 12.               |
| 1967.                                             | Al Dean                    | Brawner / Ford        | Tony Bettenhausen 200       | Milwaukee Mile, West Allis                   | 14.               |
| 1967.                                             | Al Dean                    | Kuzma / Offy          | Hoosier Hundred             | Indiana State Fairgrounds, Indianapolis      | 16.               |
| 1967.                                             | Al Dean                    | Brawner / Ford        | Bobby Ball Memorial         | Phoenix International Raceway                | 20.               |
| 1968.                                             | Mario Andretti             | Brawner / Ford        | St. Jovite Heat 1           | Circuit Mont-Tremblant                       | 17.               |
| 1968.                                             | Mario Andretti             | Brawner / Ford        | St. Jovite Heat 2           | Circuit Mont-Tremblant                       | 18.               |
| 1968.                                             | Mario Andretti             | Kuzma / Offy          | Ted Horn Memorial           | DuQuoin State Fairgrounds                    | 21.               |
| 1968.                                             | Mario Andretti             | Brawner / Offy        | Trenton 200                 | Trenton Speedway                             | 23.               |
| 1969.                                             | Andy Granatelli            | Brawner / Ford        | California 200              | Hanford Motor Speedway                       | 2.                |
| 1969.                                             | Andy Granatelli            | Hawk / Ford           | Indianapolis 500            | Indianapolis Motor Speedway                  | 3.                |
| 1969.                                             | Grant King                 | Chevy                 | Pikes Peak Hill Climb       | Pikes Peak, Cascade                          | 6.                |
| 1969.                                             | Andy Granatelli            | Kuzma / Offy          | Nazareth 100                | Nazareth Speedway                            | 8.                |
| 1969.                                             | Andy Granatelli            | Brawner / Ford        | Trenton 200                 | Trenton Speedway                             | 9.                |
| 1969.                                             | Andy Granatelli            | Kuzma / Offy          | Tony Bettenhausen 100       | llinois State Fairgrounds, Springfield       | 13.               |
| 1969.                                             | Andy Granatelli            | Brawner / Ford        | Trenton 300                 | Trenton Speedway                             | 19.               |
| 1969.                                             | Andy Granatelli            | Brawner / Ford        | Dan Gurney 200 Heat 1       | Seattle International Raceway                | 21.               |
| 1969.                                             | Andy Granatelli            | Brawner / Ford        | Rex Mays 300                | Riverside International Raceway              | 24.               |
| 1970.                                             | Andy Granatelli            | McNamara / Ford       | Rocky Mountain 150          | Continental Divide Raceways, Castle Rock     | 7.                |
| 1973.                                             | Vel Miletich               | Parnelli / Offy       | Trentonian Split 300 Heat 2 | Trenton Speedway                             | 3.                |
| 1978.                                             | Roger Penske               | Penske / Cosworth     | Machinist Union 150         | Trenton Speedway                             | 15.               |
| .                                                 |                            |                       |                             |                                              |                   |
| NASCAR Sprint Cup                                 |                            |                       |                             |                                              |                   |
| 1967.                                             | Holman-Moody               | Ford                  | Daytona 500                 | Daytona International Speedway               | 5.                |
| .                                                 |                            |                       |                             |                                              |                   |
| International Race of Champions (IROC)            |                            |                       |                             |                                              |                   |
| 1978.                                             | FIA                        | Chevrolet             | Race 4                      | Daytona International Speedway               | 4.                |
| 1979.                                             | FIA                        | Chevrolet             | Road Racing Final           | Riverside International Raceway              | 4.                |
| 1980.                                             | FIA                        | Chevrolet             | Road Racing Qualifier       | Riverside International Raceway              | 3.                |

## Vanjske poveznice
- Mario Andretti na racing-reference.com
- Mario Andretti F1 statistika na statsf1.com
- Mario Gabriele Andretti Hrvatska tehnička enciklopedija, portal hrvatske tehničke baštine. LZMK